# Serra San Bruno
Serra San Bruno là một đô thị ở tỉnh Vibo Valentia trong vùng Calabria, có cự ly khoảng 40 km về phía tây namcủa Catanzaro và khoảng 25 km về phía đông nam của Vibo Valentia. Tại thời điểm ngày 31 tháng 12 năm 2019, đô thị này có dân số 6.513 người và diện tích là 39,6 km².
Đô thị Serra San Bruno có các frazione (đơn vị trực thuộc) Ninfo.
Serra San Bruno giáp các đô thị: Arena, Gerocarne, Mongiana, Spadola, Brognaturo, Simbario, Stilo.